# José Bakero
José Mari Bakero Escudero (Goizueta, 11 februari 1963) is een Spaans voormalig voetballer en huidig voetbaltrainer van Slavia Sofia.

## Clubcarrière
Net als zijn vader en broers ging Bakero bij Real Sociedad spelen en opzeventienjarige leeftijd debuteerde Bakero in het eerste elftal. In 1981 en 1982 werd La Real landskampioen en in 1987 werd de Copa del Rey veroverd.
In 1988 vertrok Bakero naar FC Barcelona, waar hij net als bij Sociedad samen speelde met Txiki Beguiristain. Onder trainer-coach Johan Cruijff ontwikkelde Bakero zich tot een gevaarlijke, veel scorende speler die op meerdere posities kon spelen. Toen aanvoerder José Ramón Alexanco stopte, benoemde Cruijff Bakero tot aanvoerder van Barcelona's Dream Team.
In zijn acht seizoenen bij Barça won Bakero vier landstitels, één Copa del Rey, vier Supercopas, de Europacup I, de Europa Cup II en de Europese Supercup. In 1997 vertrok Bakero naar het Mexicaanse CD Veracrúz, waar hij zes maanden zou blijven.

## Interlandcarrière
Bakero speelde in totaal dertig keer voor Spanje, waarin hij zeven keer scoorde, en de middenvelder nam deel aan de wereldbekers van 1990 en 1994 en het EK van 1992. Hij maakte zijn debuut op woensdag 14 oktober 1987 in de EK-kwalificatiewedstrijd tegen Oostenrijk. Hij viel in dat duel na 71 minuten in voor Francisco José Carrasco. In de daaropvolgende wedstrijd, op 18 november tegen Albanië (5-0), scoorde Bakero drie keer voor Spanje.
| Interlandoelpunten | Interlandoelpunten | Interlandoelpunten | Interlandoelpunten | Interlandoelpunten | Interlandoelpunten | Interlandoelpunten | Interlandoelpunten |
| #                  | Datum              | Locatie            | Wedstrijd          | Goal(s)            | Score              | Uitslag            | Wedstrijd          |
| ------------------ | ------------------ | ------------------ | ------------------ | ------------------ | ------------------ | ------------------ | ------------------ |
| 1                  | 18/11/1987         | Sevilla            | Spanje – Albanië   | 5'                 | 1 – 0              | 5 – 0              | EK-kwalificatie    |
| 2                  | 18/11/1987         | Sevilla            | Spanje – Albanië   | 31'                | 2 – 0              | 5 – 0              | EK-kwalificatie    |
| 3                  | 18/11/1987         | Sevilla            | Spanje – Albanië   | 74'                | 5 – 0              | 5 – 0              | EK-kwalificatie    |
| 4                  | 19/12/1990         | Sevilla            | Spanje – Albanië   | 86'                | 9 – 0              | 9 – 0              | EK-kwalificatie    |
| 5                  | 20/02/1991         | Parijs             | Frankrijk – Spanje | 10'                | 0 – 1              | 3 – 1              | EK-kwalificatie    |
| 6                  | 16/12/1992         | Sevilla            | Spanje – Letland   | 49'                | 1 – 0              | 5 – 0              | WK-kwalificatie    |
| 7                  | 24/02/1993         | Sevilla            | Spanje – Litouwen  | 13'                | 2 – 0              | 5 – 0              | WK-kwalificatie    |

## Trainerscarrière
Na zijn carrière als profvoetballer werkte Bakero enige tijd als assistent-trainer bij Barcelona en als coach van Málaga B, dat uitkomt in de Segunda División A. In 2005 werd hij aangesteld als technisch directeur bij Real Sociedad. Op 23 maart 2006 werd Bakero benoemd als trainer van het eerste elftal van de club als opvolger van de ontslagen Gonzalo Arconada. Uiteindelijk werd Bakero eind oktober 2006 zelf ontslagen naar aanleiding van de slechte resultuten in de competitie en de Spaanse beker. In november 2007 werd hij assistent-trainer naast Ronald Koeman bij Valencia CF.
Bakero was sinds november 2009 de zesde hoofdtrainer van Polonia Warschau in één kalenderjaar, na het ontslag van vijf eerdere trainers in hetzelfde jaar. Op 3 november 2010 trad hij in dienst als hoofdcoach van landskampioen Lech Poznań. Hij volgde Jacek Zielinski op.
1 Zubizarreta ·
2 Tomás ·
2 Camacho  ·
4 Andrinúa ·
5 Víctor Muñoz ·
6 Calderé ·
7 Salinas ·
8 Sanchís · 
9 Butragueño ·
10 Eloy ·
11 Gordillo ·
12 Rodríguez ·
13 Buyo ·
14 Gallego ·
15 Eusebio ·
16 Bakero ·
17 Begiristain ·
18 Soler ·
19 Vázquez ·
20 Míchel ·
Coach: Miguel Muñoz
1 Zubizarreta ·
2 Chendo ·
3 Jiménez ·
4 Andrinúa ·
5 Sanchís ·
6 Vázquez ·
7 Pardeza ·
8 Flores · 
9 Butragueño  ·
10 Gómez ·
11 Villarroya ·
12 Alkorta ·
13 Ablanedo ·
14 Górriz ·
15 Roberto ·
16 Bakero ·
17 Hierro ·
18 Paz ·
19 Salinas ·
20 Manolo ·
21 Míchel ·
22 Ochotorena ·
Coach: Suárez
1 Zubizarreta  ·
2 Ferrer ·
3 Otero ·
4 Camarasa ·
5 Abelardo ·
6 Hierro ·
7 Goikoetxea ·
8 Guerrero · 
9 Guardiola ·
10 Bakero ·
11 Begiristain ·
12 Sergi Barjuán ·
13 Cañizares ·
14 Juanele ·
15 Caminero ·
16 Miñambres ·
17 Voro ·
18 Alkorta ·
19 Salinas ·
20 Nadal ·
21 Enrique ·
22 Lopetegui ·
Coach: Clemente